# Володар бурі
«Володар Бурі» (англ. The Hurt Locker) — американський кінофільм режисерки Кетрін Бігелоу, знятий у 2008 році. Стрічка здобула 6 премій «Оскар».

## Сюжет
Члени елітного американського загону з розміновування під орудою сержанта 1 класу Віла Джеймса направлені в одне з іракських міст, де практично будь-який предмет може бути смертельно небезпечним. Джеймс — сапер-підривник, який, попри небезпеку, ставиться до знешкодження бомб як до гри. Він здається цинічною і розчарованою людиною, яка йде на непотрібний ризик. Війна — його справжня пристрасть. Це спочатку погано сприймається у його команді, але поступово його товариші навчилися цінувати його професіоналізм у бою і його людські якості. Проте саме через це в його загоні зберігається напруженість.

## В ролях
- Джеремі Реннер — сержант Вільям Джеймс
- Ентоні Макі — сержант Сенборн
- Брайан Джераті — спеціаліст Овен Елдрідж
- Гай Пірс — сержант Мет Томпсон
- Крістіан Камарго — полковник Джон Кембрідж
- Рейф Файнз — керівник групи доставки
- Девід Морс — полковник Рід
- Еванджелін Ліллі — Конні Джеймс
- Крістофер Сайег — «Бекхем»

## Цікаві факти
- Сценарист Марк Боал прожив у 2004 році кілька місяців в Іраку зі взводом саперів, в тому числі виїжджав і на реальні операції.
- Hurt Locker на сленгу американських саперів означає міфологічну «скриню болю», в яку потрапляють сапери, підірвавшись на міні, за аналогією з «скринею Дейві Джонса» у моряків. Також, цією фразою на сленгу американських військових може бути названа просто небезпечна або важка ситуація і найімовірніше це значення і мається на увазі в назві фільму.
- Режисерка «Володаря бурі» Кетрін Бігелоу у 2010 році змагалася за премію «Оскар» зі своїм колишнім чоловіком Джеймсом Кемероном, який представляв фільм «Аватар» і перемогла його. Оскар дістався «Володарю бурі».
- Для знімань використовували аматорські камери, для того, щоб надати фільму модний тоді наліт документальності. Знімався фільм на американській військовій базі в Аммані, Йорданія. Американські військові обшукували членів знімальної групи (американців) дорогою до Йорданії й назад, а одного з продюсерів вже в Лос-Анджелесі викликали на допит до військового дізнавача.
- Персонаж Овен Елдрідж в одній зі сцен грає в «Gears of War» на ігрової консолі Xbox 360.
- Роль дружини сержанта Джеймса виконує Еванджелін Ліллі, найвідоміша завдяки ролі Кейт Остін в серіалі Загублені.

## Кіноляпи
- Повернувшись після спроби розшукати винних у смерті хлопчика на прізвисько Бекхем, Вілл заходить в будиночок іракського професора, і в цей момент можна помітити полуденне світло, спрямоване через вікно, хоча дія відбувається пізно ввечері (або вночі).
- В першій сцені розмінувальник йде по залізничній колії, а коли камера знімає від першої особи, то він йде осторонь колії

## Нагороди та номінації

### Нагороди
- 2010 — премія Гільдії режисерів США за видатний внесок у режисуру (Кетрін Бігелоу)
- 2009 — премія Національної ради кінокритиків США в номінації «Прорив року: актор» (Джеремі Реннер)
- 2010 — 3 премії Національного товариства кінокритиків США: найкращий фільм, режисерка (Кетрін Бігелоу) і актор (Джеремі Реннер)
- 2008 — 4 призи Венеційського кінофестивалю: Human Rights Film Network Award, SIGNIS Award (приз Всесвітньої католицької асоціації з комунікацій), Sergio Trasatti Award, Young Cinema Award (за «погляд на справжню») (усі — Кетрін Бігелоу)
- 2009 — приз Венеціанського кінофестивалю Gucci Prize (Марк Боал)
- 2010 — Премія Британської кіноакадемії:
  - Найкращий фільм
  - Найкраща режисерка — Кетрін Бігелоу
  - Найкращий адаптований сценарій — Марк Боал
  - Найкраща операторська робота — Баррі Акройд
  - Найкращий монтаж — Боб Муравські й Кріс Айніс
  - Найкращий звук — Рей Бекет, Пол М. Дж. Оттоссон і Крейг Стауффер
- 2010 —  Премія «Оскар»:
  - Найкращий фільм
  - Найкраща режисерка — Кетрін Бігелоу
  - Найкращий оригінальний сценарій — Марк Боал
  - Найкращий звук — Рей Бекет і Пол М. Дж. Оттоссон
  - Найкращий монтаж звуку — Пол М. Дж. Оттоссон
  - Найкращий монтаж — Боб Муравські й Кріс Айніс.

### Номінації
- 2009 — Премія «Золотий глобус»
  - Найкращий фільм (драма)
  - Найкраща режисерка — Кетрін Бігелоу
  - Найкращий сценарій — Марк Боал
- 2009 — BAFTA
  - Найкраща чоловіча роль — Джеремі Реннер
  - Найкращі візуальні ефекти — Річард Статсмен
- 2009 — Премія «Оскар»
  - Найкраща чоловіча роль — Джеремі Реннер
  - Найкраща робота оператора — Баррі Екройд
  - Найкращий саундтрек — Марко Бельтрамі та Бак Сандерс
- 2009 — Премія «Незалежний дух»
  - Найкраща чоловіча роль — Джеремі Реннер
  - Найкраща чоловіча роль другого плану — Ентоні Макі.
- 2008 — Венеційський кінофестиваль
  - «Золотий лев» — Кетрін Бігелоу